# Раєвка (Мішкинський район)
Ра́євка (рос. Раевка, башк. Раевка) — присілок у складі Мішкинського району Башкортостану, Росія. Входить до складу Чураєвської сільської ради.
Населення — 167 осіб (2010; 182 у 2002).
Національний склад:
- марійці — 91 %